# 게르솜

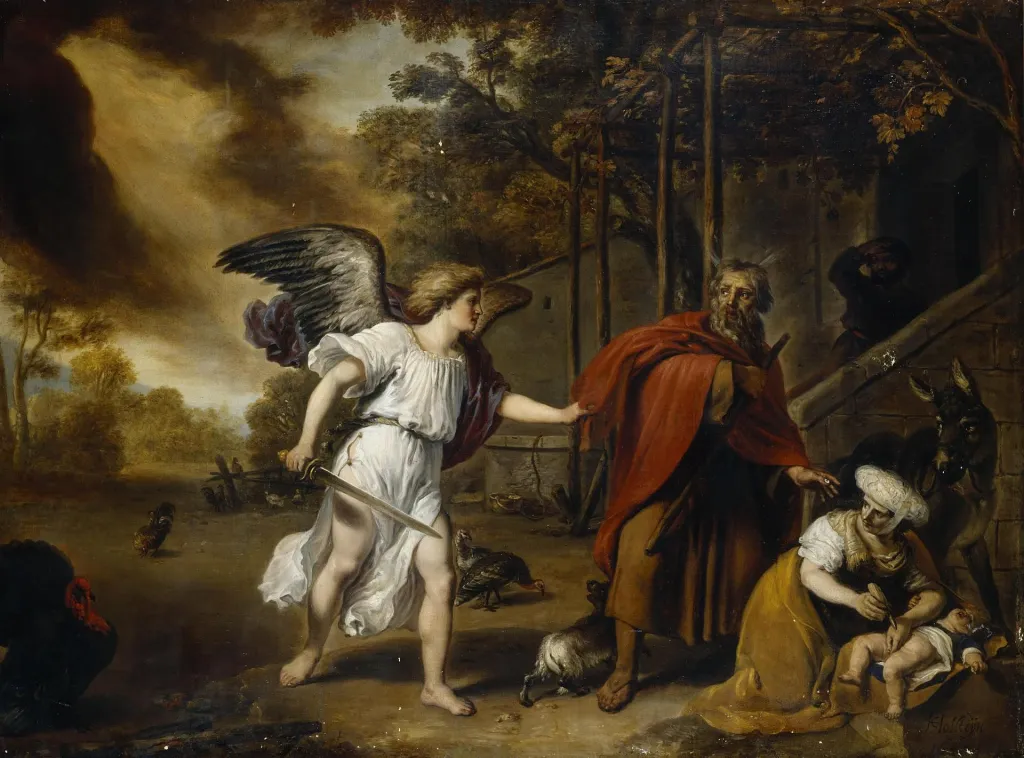

게르솜(גֵּרְשֹׁם‎ Gēršōm, "그곳의 나그네"; 라틴어: Gersam)은 구약성경에 따르면 모세와 십보라의 맏아들이었다. 이 이름은 히브리어로 "그곳의 나그네"(גר שם‎ ger sham)를 뜻하며, 본문은 이것이 모세가 이집트에서 도망친 것을 언급한다고 주장한다. 성서학자들은 이 이름이 본질적으로 게르손과 같다고 보며, 역대기에서는 주요 레위 씨족의 조상이 때로는 게르솜으로, 때로는 게르손으로 언급된다.
모세와 십보라 사이에서 태어난 맏아들이며, 미디안에서 태어났다. 모세의 장인 이드로는 모세의 아내 십보라와 두 아들 게르솜과 엘리에셀을 데리고 광야에 있는 모세에게 왔다. 게르솜의 후손 요나단이 단 지파를 위해 수행한 제사장 직분은 불법이었다. 그는 레위인이었지만 아론의 가족에 속하지 않았기 때문이다.
출애굽기의 모세와 십보라가 숙영지에서 겪은 사건에 대한 구절은 하느님이나 천사일 가능성이 있는 어떤 존재가 게르솜이나 모세를 공격하다가, 십보라가 게르솜에게 할례를 행한 후에 그 공격이 멈췄음을 시사하는 것으로 보인다.
후대의 역대기는 스브엘을 게르솜의 "아들"로 언급하지만, 스브엘이 다윗 왕 시대에 살았다고 묘사되므로 성경을 문자적으로 해석하면 이는 시대착오적이다. 히브리어 "아들"은 자손을 의미할 수도 있다. 예를 들어, 다윗 왕의 먼 후손들조차 원문 히브리어에서는 여러 경우에 "아무개 다윗의 아들"로 언급된다.

## 제사장 혈통
제사장 문서에 기인한다고 본문 학자들이 주장하는 성경의 특정 구절들은 아론의 자손들인 아론 계열만이 합법적인 제사장이었다고 단언하지만, 성서학자들은 제사장 직분이 원래는 어느 지파의 구성원에게나 열려 있었으며, 아론 계열에게만 제한된 것은 순전히 아론 계열의 발명품으로, 신명기 역사가와 같은 저자들은 이에 반대했다고 믿는다. 아론 계열은 모세의 형인 아론의 후손임을 주장했고, 따라서 모세의 직계 자손은 아론 계열에 포함되지 않았다.
미가의 우상 이야기가 모세의 직계 자손이 제사장이었음을 암시한다는 가능성은 아론 계열만의 제한이 원래 이스라엘 제사장직에는 없었다는 것을 보여주는 증거로 성서학자들에게 받아들여진다. 미가의 우상에 대한 기록 중 하나는 제사장을 그곳의 나그네(גר שם‎)로 언급하는데, 이는 제사장이 실제로 게르솜(גרשם‎)이었음을 나타내는 것으로 볼 수도 있다. 미가의 우상 기록에는 게르솜의 아들 요나단이 제사장이었다는 언급도 포함되어 있는데, 맛소라 본문은 이 특정 게르솜을 므낫세(מנשה‎)의 아들로 묘사하여 아론 계열이 아닌 자가 제사장이 될 수 있다는 암시를 피하는 듯하지만, 이는 왜곡된 것으로 보인다. 여기서 문자 눈(נ‎)이 위첨자로 나타나는데, 이는 본문이 원래 이 게르솜을 모세(משה‎)의 아들이라고 묘사했음을 시사한다. 세데르 올람 랍바로 알려진 랍비 문헌은 이 구절을 인용할 때 요나단이 모세의 아들 게르솜의 아들이라고 기록한다.
제사장/예언자적 측면은 여전히 논의의 여지가 있다. 하느님은 아론의 모세에 대한 봉사를 기념하여 성막과 성전 봉사를 위해 아론과 그의 직계 아들들을 명시적으로 택했다. 아론은 처음부터 은유적으로 "그의 예언자"라고 불릴 정도로 그의 형 모세를 큰 헌신으로 섬겼다.
고대 계층 사회에서 왕과 제사장/예언자는 두 명의 최고 지도자였다. 이러한 관점에서 제사장 직분이 누구에게나 열려 있었다는 믿음은 지지되지 않는 것으로 보인다. 성경은 제사장, 즉 "아론의 후손"에 대해 매우 엄격한 혈통 규칙을 언급하지만, 특정 경우에 사무엘이나 엘리야와 같은 예언자들이 제사장과 유사한 봉사를 수행한 것처럼 개념에서 벗어난 몇몇 경우가 언급된다. 위에서 언급했듯이, 게르솜의 혈통은 그를 제사장 직분으로 이끌었을 가능성이 있지만, 그는 주목할 만한 정규적인 제사장 봉사를 수행하지 않은 것으로 보인다. 다른 관련 기록에서는 하느님께서 모세에게 그의 두 고집 센 아들 게르솜과 엘리에셀 대신 여호수아에게 권위를 넘겨주라고 명령하셨다고 언급된다.

## 같이 보기
- 미가의 우상